# TeamDrive
TeamDrive ist ein Softwarehersteller und Betreiber des gleichnamigen Onlinedienstes zur sicheren Zusammenarbeit und zum Datenaustausch innerhalb von Arbeitsgruppen und Teams sowie Freunden über das Internet. TeamDrive gewährleistet den Schutz der Privatsphäre beim Filehosting und bietet Online-Datensicherung. Die kostenlose Version „TeamDrive Free“ enthält 2 GB Speicherplatz. Die Synchronisation von Dateien zwischen Desktop Computern und mobilen Geräten (Smartphones und Tablets) wird seit der Version TeamDrive 3 unterstützt. TeamDrive wird im Rahmen eines SaaS Dienstes in erster Linie von Geschäftskunden, Behörden und Institutionen (NPO) genutzt, die mit vertraulichen oder personenbezogenen Daten arbeiten.

## Geschichte
Die TeamDrive Systems GmbH wurde 2005 unter dem Namen „PrimeSharing Deutschland GmbH“ von dem Software-Entwicklungshaus „SNAP Innovation GmbH“ (SNAP) in Hamburg gegründet. Die Entwicklung der Kollaborations-Software „TeamDrive“ wurde von der Innovationsstiftung Hamburg aus öffentlichen Mitteln der Hansestadt Hamburg gefördert. Das Produkt „TeamDrive 1.x“ war nur für Windows-Betriebssysteme verfügbar. Die aktuelle Version 5 unterstützt neben Windows-, Mac-OS-X- und Linux-Clients auch Android- und iOS-Clients. Auf der Serverseite werden die verschlüsselten Daten in der Public Cloud gehostet und in Europa liegen die Daten in Rechenzentren der IONOS SE.

## Funktionen
TeamDrive nutzt eine Server-unterstützte Peer-to-Peer-ähnliche Kommunikationsstruktur, um Daten zwischen Geräten eines oder mehrerer Benutzer automatisch zu übertragen und synchron zu halten. Damit realisiert TeamDrive wichtige Grundfunktionalitäten eines verteilten Dateisystems. Durch die durchgängige Ende-zu-Ende-Verschlüsselung (256-Bit AES) mit aktuellen Verschlüsselungsalgorithmen ist das Auslesen von Daten auf dem Transportweg und auf den Servern nicht möglich.
Zentral für die Synchronisation ist der TeamDrive Client. Der Client, der auf Endgeräten installiert wird, überwacht ausgewählte Ordner des lokalen Dateisystems und überträgt neue/geänderte Inhalte auf die Geräte der persönlich eingeladenen Team-Mitglieder. Neue Dateien und Dokumente sowie geänderte Dokumente stehen somit anderen Teammitgliedern unmittelbar, auch offline, auf ihren Rechnern zur Verfügung. Auf diese Weise ist es mit TeamDrive auch möglich, Ordner und Dateien zwischen mehreren Geräten eines Benutzers zu synchronisieren. Den TeamDrive Client gibt es für alle wichtigen Betriebssysteme.
Zur Sicherstellung der Kommunikation zwischen den Clients (insbesondere über Zeitzonen hinweg und über Firewall hinweg) verwendet TeamDrive verschiedene Vermittlungs-Server. Als Vermittlungsserver können auch eigene oder vorhandene WebDAV-Server genutzt werden. Alternativ können Dienstangebote kommerzieller Hosting-Partner mitgenutzt werden.

### Leistungsmerkmale & Sicherheit
- Ausschließlich authentifizierte Mitglieder im Team
- Daten werden automatisch AES verschlüsselt (256-Bit) und übertragen (synchronisiert)
- Dateiformate jeglicher Art können bearbeitet und übermittelt werden
- Erstellen eigener „Spaces“ (Ordner oder Datenräume), in welchen man Dateien themen- und projektbezogen gruppieren kann
- Einladen anderer Nutzer in eigene Spaces
- Automatische Versionsverwaltung und Änderungsverfolgung
- Kommentieren der eigenen Änderungen zu jeder Dateiversion
- Automatische Bandbreitenanpassung und Wiederaufsetzen bei abgebrochenen Verbindungen
- Automatische Komprimierung der Daten vor der Synchronisierung
- Datensynchronisierung über Firewalls hinweg durch den HTTP-Standardport 80
- Erweiterbares Metadaten-Verwaltungs- und Transportsystem
- Offline-Arbeit und jederzeitige Verfügbarkeit der Daten (erfordert vorheriges Herunterladen für mobile Clients)
- Dateifreigabe über URL möglich für Personen ohne eigenen Account bzw. Softwareinstallation
- Ad-hoc-VPN-Bildung durch den Anwender
- Selbstadministration von Team-Mitgliedern und Zugriffsrechten.
- Betrieb von selbstgehosteten TeamDrive-Servern zur Speicherung der Daten
- Betrieb von eigenen Registrierungsservern zur Nutzerverwaltung mit AD/LDAP-Anbindung (auch SAML und OAuth2.0)
- Kollaborative Arbeit über den WebClient mit Microsoft 365 und Collabora

### Systemvoraussetzungen
- Windows >= 10, Mac OS X >= 10.10 (Intel), Linux (GNOME, KDE, Xfce), iOS,(iPad, iPhone), Android oder eine WebApp
- E-Mail-Konto und Internet-Verbindung

## Nutzung
Für die Nutzung von TeamDrive wird eine sogenannte ClientApp benötigt, die auf der Webseite kostenfrei erhältlich ist. Für nicht kommerzielle Zwecke ist die Verwendung des Clients kostenfrei und bietet 2 GB an freiem Speicher. Für die Empfehlung neuer Nutzer erhält der Empfehlungsgeber 250 MB zusätzliches Speichervolumen mit einem Maximum von 10 GB. Geschäftskunden steht eine unbegrenzte Anzahl kostenfreier Gastlizenzen zur Verfügung, die auf jeweils einen „Space“ eingeschränkt sind.
Den Windows-Client gibt es auch als portable Version, die von einem externen Laufwerk aus genutzt werden kann.
An einem Computer, auf dem kein TeamDrive Client installiert ist, kann die TeamDrive WebApp im Webbrowser verwendet werden.

## Zertifizierungen
Bis Mitte 2018 verfügte TeamDrive für seine Versionen 1.1, 1.3, 2.1 und 3 vom unabhängigen Landeszentrum für Datenschutz Schleswig-Holstein (ULD) jeweils über das Gütesiegel für IT-Produkte. Nach 2018 erhielt TeamDrive das EuroPriSE-Gütesiegel, welches die DSGVO-Konformität bescheinigt.

## Kritik
- Die Kosten sind zum Teil höher als bei sonstigen Anbietern von Online-Datenspeicherdiensten.
- Daten werden durch einen gruppenweit gültigen symmetrischen Schlüssel verschlüsselt. Nach der Übertragung von Daten an Gruppenmitglieder besitzen diese einen dauerhaft gültigen Schlüssel für alle Daten dieses Bereichs, auch wenn sie aus der Gruppe ausscheiden. Allerdings sorgt TeamDrive dafür, dass der Anwender mit seinem Schlüssel nicht mehr an neue Daten herankommt.
- Da die Software nicht quelloffen ist, besteht keine Möglichkeit zur unabhängigen Prüfung der Implementierung der Verschlüsselungsverfahren. TeamDrive erklärt, dass keine Hintertüren in der Software eingebaut wurden.